# Eliška Blažková
Eliška Blažková (* 6. února 1983 Třebíč) je česká fotografka, věnující se převážně dokumentu.

## Biografie
Eliška Blažková se narodila v roce 1983 v Třebíči, základní uměleckou školu studovala v Třebíči pod vedením Borise Kjulleněna a Josefa Kremláčka. Vystudovala propagační výtvarnictví na Střední umělecké škole grafické v Jihlavě a restaurátorství na Škole uměleckých řemesel v Brně.
V letech 2007–2019 studovala na Fakultě multimediálních komunikací při Univerzitě Tomáše Bati ve Zlíně, kde absolvovala nejprve bakalářské, poté magisterské a nakonec i doktorské studium.
V roce 2011 absolvovala první roční stáž v Izraeli na prestižní Akademii umění a designu Becalel v Jeruzalémě, kam se poté až do ukončení studia vracela pravidelně několikrát ročně. Během studia na Becalelu začal vznikat fotografický dokumentární soubor o životě ultraortodoxních Židů v jeruzalémské čtvrti Me'a Še'arim, ze kterého vzešla v roce 2019 kniha fotografií Haredim.

## Vybrané výstavy a autorské prezentace
- Zadní synagoga v Třebíči, Třebíč, duben – květen 2012[6]
- Photogether Art Gallery, Zlín, červen 2012[6]
- Czech Press Photo, Staroměstská radnice, říjen 2012 – leden 2013[6]
- Israel Week, Karlova univerzita v Praze, květen 2013[6]
- Galerie Jána Šmoka, Jihlava, březen – květen 2016[2][4]
- The Oskar Kolberg Philharmonic, Kielce, Polsko, květen – září 2016[6]
- Arcidiecézní muzeum Olomouc, září – prosinec 2016[7]
- Synagoga Boskovice, židovský kulturní festival v Boskovicích, červenec – srpen 2017[8]
- Městská knihovna Blansko, březen – duben 2017[6]
- Trafačka, Nitra, Slovensko, únor – březen 2019[9]
- Synagoga Loštice, seminář Ženu statečnou, červen 2019
- Výstava v Červeném kostele v rámci projektu Brno a jeho chrámy, květen – srpen 2019
- Festival židovské kultury Jičínský Šoulet, Jičín, červenec 2019